# ATCvet code QI11
ATCvet code QI11 مرتبط با سیستم ایمنی جوندگان زیرگروهی درمانی از سیستم طبقه‌بندی شیمیایی درمانی آناتومیک برای محصولات دامپزشکی است. این سیستمِ متشکل از کدهای حرفی‌عددی را سازمان جهانی بهداشت برای طبقه‌بندی داروها و سایر تولیدات پزشکی در حوزهٔ دامپزشکی ایجاد کرده است. زیرگروه QI11 جزوی از گروه آناتومیک QI مرتبط با سیستم ایمنی است.
ممکن است نسخه‌های ملی از طبقه‌بندی ATC حاوی کدهای اضافه‌ای باشند که در این فهرست (نسخهٔ سازمان جهانی بهداشت) نیامده باشند.

## QI11Aموش صحرایی

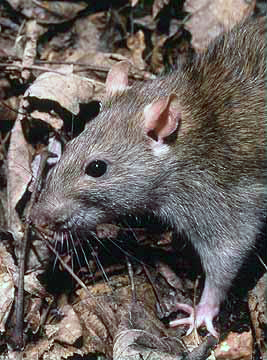

گروه خالی

## QI11Bموش

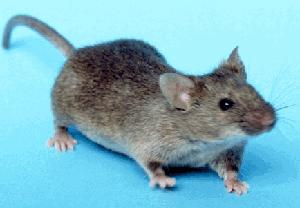

گروه خالی

## QI11Cخوکچه هندی

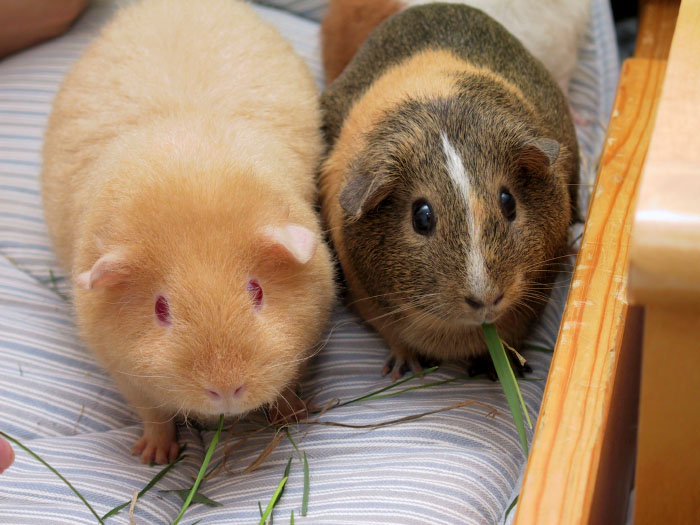

گروه خالی

## QI11X Rodents, others
گروه خالی